# Pseudophilautus dilmah
Pseudophilautus dilmah es una especie de anfibio anuro de la familia Rhacophoridae.

## Distribución geográfica
Esta especie es endémica de Sri Lanka. Se encuentra en Loolkandura en el distrito de Kandy a 1324 m sobre el nivel del mar en el Macizo Central.

## Descripción
El holotipo masculino mide 19 mm y el paratipo femenino mide 20 mm.

## Etimología
Esta especie lleva el nombre en referencia a la Conservación Dilmah.

## Publicación original
- Wickramasinghe, Bandara, Vidanapathirana, Tennakoon, Samarakoon & Wickramasinge, 2015: Pseudophilautus dilmah, a new species of shrub frog (Amphibia: Anura: Rhacophoridae) from a threatened habitat Loolkandura in Sri Lanka. Journal of Threatened Taxa, vol. 7, n.º 5, p. 7089–7110[4]